# Роїк Микола Володимирович
Микола Володимирович Роїк (нар. 10 січня 1949, Нетечинці, Віньковецький район, Хмельницька область) — український вчений у галузі генетики, цитології та селекції цукрових буряків; доктор сільськогосподарських наук (1991), професор (2001). Академік (1995), віце-президент Української академії аграрних наук (2001-2006). Голова Українського товариства генетиків і селекціонерів ім. М. І. Вавилова (2002-2007).  Заслужений діяч науки і техніки України.

## Біографічні відомості
Вищу освіту здобув у Кам'янець-Подільському сільськогосподарському інституті. Після служби в лавах Збройних Сил навчався в аспірантурі цього ж вузу. У 1977—1980 роках — викладач кафедри рослинництва своєї alma mater. Разом з дружиною виростили двох дочок.

## Наукова діяльність
Наукова робота присвячена галузі селекції цукрових буряків. З 1980 року почав працювати у Ялтушківській дослідно-селекційній станції Інституту цукрових буряків, згодом, у 1992—1993 роках був її директором. З 1993 року — директор Інституту цукрових буряків.  
Микола Роїк автор 17 районованих високопродуктивних сортів і гібридів. Ним виконані фундаментальні роботи з генетичної, біотехнологічної та фізіолого-біохімічної технологій створення нових вихідних матеріалів буряків з подальшим використанням у селекції на гетерозис, імунітет, стійкість до несприятливих факторів. Ним запатентовані принципово нові способи відбору високо цукристих генотипів, створена генетично роздільноплідна форма буряків.
Вчений опублікував 235 наукових праць, серед яких 5 монографій, 19 брошур, 22 науково-методичні рекомендації. М. В. Роїк має 32 патенти та 35 авторських свідоцтв. Є одним із авторів української інтенсивної технології вирощування цукрових буряків, яка широко впроваджена у виробництво. Під його керівництвом інститутом розроблено науково обґрунтовані пропозиції щодо виведення бурякового комплексу України із кризового стану та подальшого його розвитку. Також під керівництвом М. В. Роїка захищено 7 кандидатських та 5 докторських дисертацій, за його участю розроблено 25 національних стандартів України.

## Нагороди й відзнаки
- Орден Дружби народів (1986)
- Трудова відзнака «Знак пошани» Міністерства аграрної політики та продовольства України (2006)
- Почесна грамота Кабінету Міністрів України (2006)
- Орден «За заслуги» (Україна) II ступеня (2017)
- Орден «За заслуги» ІІІ ступеня (2009)[2]